# Степанос V Салмастеци
Его Святейшество Степанос V Салмастеци (арм. Ստեփանոս Ե Սալմաստեցի; начало XVI века, Сельмас, Сефевидское государство (город ныне в составе провинции Западный Азербайджан в Иране) — 1567, Эчмиадзин) — армянский политический и церковный деятель, Верховный Патриарх и Католикос всех армян (1545—1567), первоиерарх Армянской Апостольской церкви (ААЦ), видный участник армянского национально-освободительного движения.

## Биография
Во время Турецко-персидской войны вместе с семьёй оказался в Стамбуле, где получил хорошее образование, изучал философию и богословие, владел многими языками, в том числе персидским, турецким, арабским и латинским. После окончания учёбы занимал различные духовные должности в Константинополе и Польше, где жила большая армянская диаспора. В 1540 году был приглашён в Эчмиадзин. Занимался педагогической деятельностью, а также реставрацией Эчмиадзинского собора.
В 1540 году стал коадъютором католикоса Григория XI Византийского (1537—1542) и его преемником после смерти католикоса. В 1545 году был избран на пост Католикоса всех армян, в 1547 году согласовал с князьями восточной Армении план по освобождению Армении от османского и персидского владычества, который вынашивал в течение нескольких лет.
В то время Армения была полем битвы, где армия османского султана противостояла шаху Сефевидского государства. Страна была разграблена обеими сторонами, а население захвачено и уведено в рабство. Масштабы опустошения побудили католикоса Степаноса V созвать в 1547 году тайное собрание священнослужителей и мирян в Эчмиадзине, которое решило отправить католикоса с дипломатической миссией в Европу и Папе Римскому за военной помощью против турецкого и персидского ига, с призывом к освобождению Армении.
Заручившись поддержкой своего плана среди армянских князей, отправился в дипломатическое путешествие в Западную Европу, где намеревался создать антитурецкую коалицию, которая помогла бы армянам в их борьбе против турок. В 1548 году прибыл в Венецию, после переговоров с властями республики отправился в Рим, где преклонил колени перед Папой Павлом III, после смерти которого продолжил переговоры об альянсе с его преемником Юлием III. После Рима Степанос V отправил в Вену, где встречался с императором Священной Римской Империи и королём Испании Карлом V.
В 1551 году отправился в Варшаву, где вёл переговоры с королём Польши и великим князем Литовским Сигизмундом II Августом. В 1552 году после посещения Львова и Крымского ханства, где жило большое количество армян, вернулся в Эчмиадзин, так и не сумев создать полноценную антитурецкую коалицию.